# Col des Caugnous
Le col des Caugnous (ou Caougnous, 947 m) est un col routier des Pyrénées dans le département de l'Ariège, au nord-est de Massat, en position relativement centrale dans la commune de Boussenac constituée de nombreux hameaux.

## Accès
Le col se situe sur la route départementale 618 qui fut autrefois la route nationale 618, dans le pays du Couserans. On y accède dans le sens de la montée depuis Massat. Il permet de rejoindre Foix au-delà de différents cols et par plusieurs itinéraires possibles. En empruntant l'axe principal constitué par la D 618, on rejoint Tarascon-sur-Ariège en franchissant le col de Port à 1 249 m (déneigé en hiver sauf exception) et en suivant la vallée du Saurat. Au col se trouve la bifurcation vers Foix, à gauche par la D17 qui monte de façon abrupte vers le mur de Péguère (1 376 m).

## Topographie
La montée depuis Massat est longue de 6,25 km mais commence par une descente légère de 400 m avec un dénivelé de 298 m et une pente moyenne de 4,73 %.

## Cyclisme
Ce col reçoit généralement les épreuves franchissant le col de Port et la plupart de celles empruntant le mur de Péguère, notamment le Tour de France pour la première fois en 2012, puis en 2017 et 2019. Il n'est toutefois pas distingué au Grand Prix de la montagne.
L'Ariégeoise cyclosportive l'emprunte régulièrement.